# Hans Müller (Unternehmer, 1916)
Hans Müller (* 17. Mai 1916 in Bottenwil; † 19. Januar 2013 in Zofingen; heimatberechtigt in Wiliberg) war ein Schweizer Unternehmer.

## Leben

### Familie und Ausbildung
Der reformiert getaufte, gebürtige Bottenwiler Hans Müller, Sohn des Zimmermanns Johann Müller, absolvierte nach seinem Pflichtschulabschluss eine Lehre als Maschinenzeichner. In der Folge besuchte er seit 1938 das Kantonale Technikum Burgdorf, dort erwarb er 1941 das Diplom als Maschinentechniker.
Hans Müller heiratete im Jahre 1946 die Utzenstorferin Martha geborene Schlapbach. Der 1995 mit der Ehrenbürgerschaft der Ortsbürgergemeinde Zofingen Ausgezeichnete verstarb dort im Januar 2013 in seinem 97. Lebensjahr.

### Beruflicher Werdegang
Hans Müller gründete 1946 ein eigenes Unternehmen, nämlich die Kollektivgesellschaft Müller und Ruf in Zofingen, spezialisiert auf die Herstellung von Heftmaschinen. Nach deren Auflösung erfolgte dort 1947 die Neugründung der Einzelfirma Hans Müller Maschinenfabrik. 1956 wurde das Unternehmen in eine Aktiengesellschaft, die Grapha Maschinenfabrik Hans Müller AG, umgewandelt. Diese gründete in den 1960er Jahren Auslandsgesellschaften, 1969 übernahm es die traditionsreiche Buchbindereimaschinenfabrik Martini in Frauenfeld. Bei seiner Übergabe an zwei seiner Söhne im Jahre 1991 beschäftigte die seit den frühen 1970er Jahren unter Müller Martini firmierende Gruppe etwa 4000 Mitarbeiter, womit sie zu den weltweit führenden Anbieterinnen von Maschinen für die Druckweiterverarbeitung zählte. Die Zahl der Beschäftigten blieb bis 2007 konstant, wovon rund die Hälfte auf die Schweizer Standorte entfallen.

### Bahnbrechende Entwicklungen
Der versierte Ingenieur Hans Müller sorgte für die Entwicklung zahlreicher innovativer Maschinen für die Druckweiterverarbeitung. So konstruierte er fünf Jahre nach der ersten Blockheftmaschine seinen ersten Klebebinder und 1954 den ersten Sammelhefter mit automatischen Bogenanlegern und gekoppeltem Dreischneider. Während die Konkurrenz zur damaligen Zeit im Optimalfall rund 1000 Exemplare pro Stunde heftete, ermöglichte der neue Vollautomat das Vierfache bei noch besserer Qualität. 1956 sorgte Müller in der Fachwelt mit den fliegenden Heftköpfen für Furore, die erstmals ohne Stop and Go hefteten, womit die Produktionsgeschwindigkeit nochmals entscheidend gesteigert werden konnte. 